# Jean-Denis Delétraz
Pour les articles homonymes, voir Deletraz.
Jean-Denis Delétraz, né le 1er octobre 1963 à Genève, est un pilote automobile suisse ; il est le père du pilote automobile Louis Delétraz.

## Biographie
Jean-Denis Delétraz commence sa carrière en 1982, à la suite de sa deuxième place dans le volant Avia à l'école de pilotage de La Châtre. Après de bons résultats dans le championnat de France de Formule Ford en 1984 et 1985 (deux victoires) il accède au championnat de France de Formule 3 puis à la Formule 3000 internationale. Il réalise deux podiums et trois non-qualifications en 1988.
Après un détour par le championnat de France de supertourisme, il accède à la Formule 1 lors de l'ultime course du championnat 1994, en Australie, grâce à un apport budgétaire apprécié de l'écurie française Larrousse. Auteur d'une prestation en qualification plutôt correcte compte tenu de son manque d'expérience et du niveau de sa voiture, il perd pied en milieu de course et abandonne au 57e tour (boîte de vitesses cassée) alors qu'il comptait déjà dix tours de retard sur les leaders. 
L'année suivante, il obtient une deuxième chance en Formule 1, avec l'écurie Pacific Racing. Au Grand Prix du Portugal, il se qualifie dernier avec un temps très médiocre et abandonne au bout de quinze tours, en proie à des crampes. Au Grand Prix d'Europe au Nürburgring, il rallie l'arrivée en quinzième position, à sept tours des leaders.
À partir de 1996, Delétraz réoriente définitivement sa carrière vers les épreuves d'endurance dont il devient un des acteurs importants. À son actif, des podiums en FIA GT discipline dans laquelle il compte sept victoires dont les 24 heures de Spa-Francorchamps avec le Team Phoenix Carsport en 2007.
En 2011, il pilote pour Luxury Racing et est invité à participer aux 24 Heures du Mans 2011 au volant d'une Ferrari 458 Italia GT2 de cette écurie. En 2012, il poursuit sa carrière en endurance comme pilote et comme partenaire dans l'écurie de Frédéric Fatien, dans la catégorie Le Mans Prototype, au volant d'une Lola B12/80-Nissan du Gulf Racing Middle East ; il participe aux 24 Heures du Mans 2012 au volant de la Lola No 29, peu de temps après les 6 Heures de Spa 2012.

## Résultats en championnat du monde de Formule 1
| Saison | Écurie               | Châssis | Moteur      | Pneus    | GP disputés | Points inscrits | Classement |
| ------ | -------------------- | ------- | ----------- | -------- | ----------- | --------------- | ---------- |
| 1994   | Tourtel-Larrousse F1 | LH94    | Cosworth V8 | Goodyear | 1           | 0               | n.c.       |
| 1995   | Pacific Team Lotus   | PR02    | Cosworth V8 | Goodyear | 2           | 0               | n.c.       |

## Anecdote

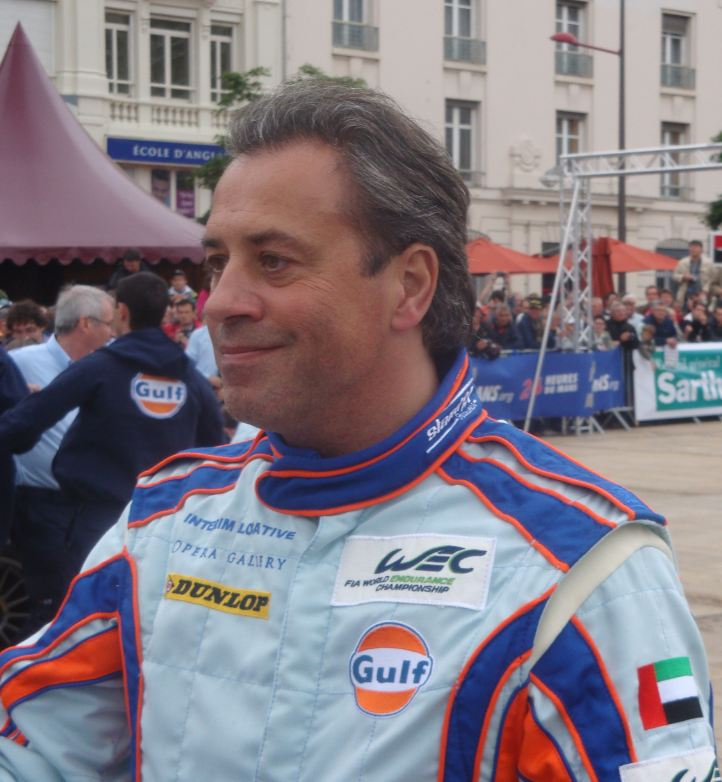
Jean-Denis Delétraz au Mans en 2012

Jean-Denis Delétraz est le personnage principal de F3000, un épisode de la bande dessinée Michel Vaillant qui prend place lors du Grand Prix de Pau 1988. Sous le crayon de Jean Graton, Deletraz apparaît comme un pilote talentueux et loyal mais au caractère bien trempé et qui n'apprécie pas d'apprendre que son employeur en F3000 (sa véritable écurie "Auto Sport Racing" prenant pour les besoins du scénario les couleurs de l'écurie "Vaillante") ne lui donnera pas sa chance en Formule 1, et choisira le successeur de Michel Vaillant parmi les jeunes pilotes français.